# Malvik
Malvik è un comune norvegese della contea di Trøndelag.